# Morgan (película de 2016)
Morgan es una película estadounidense de ciencia ficción y suspense dirigida por Luke Scott (en su debut como director) y escrita por Seth Owen. La película cuenta con un elenco que incluye a Kate Mara, Anya Taylor-Joy, Toby Jones, Rose Leslie, Boyd Holbrook, Michelle Yeoh, Jennifer Jason Leigh y Paul Giamatti.
El rodaje comenzó el 26 de mayo de 2015 en Irlanda del Norte. La película fue estrenada en Estados Unidos el 2 de septiembre de 2016 por 20th Century Fox.

## Argumento
Lee Weathers es una "especialista en gestión de riesgos" de la empresa de ingeniería genética SynSect. Ella llega a un sitio rural que alberga su proyecto L-9, un ser artificial con ADN sintético infundido con nanotecnología llamado Morgan. El "organismo biológico híbrido con capacidad de toma de decisiones autónoma y respuestas emocionales sofisticadas" es más inteligente que los humanos y madura rápidamente, capaz de caminar y hablar tras un mes de haber nacido; actualmente es físicamente una adolescente a pesar de tener cinco años.
La fría y precisa Weathers, que insiste en llamar a Morgan "eso", está allí para evaluar la viabilidad del proyecto mientras un psicólogo evalúa a Morgan; esto se debe a que ella hace poco usó un bolígrafo para apuñalar a la Dra. Kathy Grieff en el ojo. Durante la cena con el equipo de ocho científicos, Weathers y los líderes del proyecto, el Dr. Lui Cheng y el Dr. Simon Ziegler, discuten un incidente en Helsinki sucedido años atrás, que involucró a Cheng, en el que 21 investigadores de SynSect fueron asesinados en una hora por "prototipos rudimentarios". Tras cenar, Weathers conversa con Skip Vronsky, nutricionista y cocinero del equipo, única persona con la que se muestra menos fría y más abierta a socializar.
Lee se entera de que Morgan atacó a Grieff cuando le prohibieron salir de su habitación, una celda de cristal, después de matar a un ciervo empalado en un árbol caído mientras estaba afuera. Los científicos han criado a Morgan desde que nació tras dos intentos fallidos, y la mayoría la considera su hija; Grieff defiende a Morgan ante Weathers a pesar de su lesión, y la Dra. Amy Menser quiere volver a llevarla de paseo, esta vez hasta un lago cercano que ella describe como maravilloso; el terapeuta conductual entiende que Morgan es, a pesar de su intelecto, apariencia física y habilidades, emocionalmente infantil. Aunque Morgan considera a Cheng como su "madre", la científica se muestra pesimista sobre el proyecto; ella admite a Weathers que terminó con las salidas, ya que considera cruel exponer a Morgan a un mundo al que no se le puede permitir entrar.
El Dr. Alan Shapiro, psicólogo y experto en inteligencia artificial, llega para evaluar a Morgan y rápidamente su actitud deja en claro que posee prejuicios hacia ella debido a su naturaleza artificial que lo hacen subestimarla, a la vez que su desmedida confianza en sus propias habilidades lo lleva a desechar la idea de revisar la investigación sobre Morgan antes de entrevistarla, por considerarlo innecesario; al iniciar la entrevista, Shapiro desafía las solicitudes de los científicos de permanecer fuera de la habitación de Morgan para la evaluación. Cuando Shapiro se burla agresivamente de Morgan como parte de su evaluación, ella se enoja y lo degüella. 
Weathers debe intervenir y tranquilizar a Morgan después que intenta escapar y lastima a uno de los científicos, por lo que decide que es demasiado impredecible y debe ser eliminada. Los científicos se niegan a matar a Morgan y, antes de que Weathers pueda hacerlo, le disparan con un dardo tranquilizante y la encarcelan en la celda donde estaba recluida Morgan. Los científicos planean escapar con Morgan, pero tras despertar, Morgan decide que la han traicionado y mata a la mayoría de ellos, señalando que solo considera como su amiga a Menser.
En la casa de los científicos Ziegler se suicida mientras Cheng graba una disculpa por el fracaso del proyecto, mientras reconoce que aunque lo que les habían encarado era crear un prototipo militar ellos decidieron hacer a Morgan "más humana" que los intentos anteriores para que pudiera superar su diseño como arma de combate, pero descubrieron que este resultado era más difícil de controlar. Tras esto, Morgan llega y la asfixia. 
Weathers escapa de la celda y lucha brevemente contra Morgan hasta que huye junto a Menser. Weathers y Vronsky las siguen después que van hacia el lago que Menser mencionó, con el que Morgan parecía haberse obsesionado. Una vez allí, ella y Weathers luchan de nuevo, aparentemente igualadas en fuerza y velocidad hasta que Morgan la empala en la rama de un árbol caído. Morgan huye de nuevo y se encuentra con Menser en el muelle, pero Weathers, habiendo sobrevivido al empalamiento, aparece y la arroja al lago donde la ahoga, luego ejecuta a Menser de un disparo en la cabeza.
Tras esto se reúne con Vronsky y se preparan para irse juntos del lugar, pero cuando él la interroga respecto al destino de Menser y se muestra preocupado por su colega, Weathers se molesta y lo mata de un disparo, disculpándose antes de abandonar la escena.
Posteriormente, los ejecutivos de SynSect discuten el incidente al que califican como una desgracia notable pero efectiva. Se revela que Weathers es en realidad un prototipo del proyecto L-4, una versión previa de la misma investigación, que carece de gran parte del desarrollo emocional que tenía Morgan, y que han utilizado todo el incidente no solo como una prueba de campo para evaluar la capacidad de decisión de Weathers frente a condiciones inciertas, sino también para probar cuál modelo era superior, decidiendo que el resultado mostraba que la producción de los L-4 eran la opción más segura. 
Cuando un ejecutivo pregunta al director respecto al destino de Weathers, este señala que no es necesario tomar medidas en su contra ya que ha demostrado ser perfecta. Sin embargo, al mismo tiempo, mientras está en una cafetería, Weathers comienza a mostrar gestos y reacciones similares a los vistos en Morgan antes de descontrolarse.

## Reparto
- Kate Mara como Lee Weathers, una híbrida de ADN artificial y nanotecnología, diligente y aplicada trabajadora de la corporación. Después de conocer a Morgan piensa en su identidad.
- Anya Taylor-Joy como «Morgan», una híbrida de ADN artificial y nanotecnología en su SNC, que a sus 5 años, debido a la nanotecnología, su sexualidad comienza a manifestarse hacia la atracción a mujeres. Su género es una controversia y, según el Dr. Simon Ziegler, posee precognición.
  - Courtney Caldwell como Morgan a los 5 años.
  - Amybeth McNulty como Morgan a los 10 años.
- Toby Jones como Dr. Simon Ziegler.
- Rose Leslie como Amy Menser.
- Boyd Holbrook como Skip Vronsky.
- Michelle Yeoh como Dr. Lui Cheng.
- Jennifer Jason Leigh como Kathy Grieff.
- Paul Giamatti como Dr. Alan Shapiro, un psicólogo conductista de la corporación, padre de una niña de 13 años a quien no ve hace un tiempo.
- Chris Sullivan como Dr. Darren Finch.
- Vinette Robinson como Brenda Finch.
- Michael Yare como Ted Brenner.
- Crispian Belfrage como Charles Grimes.
- Jonathan Aris como David Chance.
- Michael Connolly como Bob Smith.
- Brian Cox como Jim Bryce.

## Producción
Morgan es una película de suspense y ciencia ficción escrita por Seth W. Owen que en 2014 llegó a la «Lista Negra de Mejores Guiones No Producidos». Con 20th Century Fox como productor adjunto, la productora de Ridley Scott (Scott Free Productions) puso en marcha el proyecto. El 10 de marzo de 2015 Kate Mara fue elegida para interpretar el papel principal en la empresa consultora de riesgos Lee Waters, mientras Luke Scott, hijo de Ridley, haría su debut como director junto a su padre, que además coproduce la película junto con Michael Schaefer y Elishia Holmes. Anya Taylor-Joy fue añadida al reparto interpretando a un ser creado artificialmente con añadiduras de nanotecnología. El 29 de abril de 2015, Paul Giamatti y Toby Jones fueron seleccionados para interpretar al psicólogo enviado de la corporación y el científico a cargo de las instalaciones del laboratorio, respectivamente. Boyd Holbrook también fue incluido, interpretando al nutricionista. Jennifer Jason Leigh y Michelle Yeoh fueron elegidas para papeles secundarios.

## Rodaje
La fotografía principal de la película comenzó el 26 de mayo de 2015 en Irlanda del Norte.